# 한림아
한림아(韓林兒, 1340년 2월 29일 ~ 1366년 12월 15일)는 원말명초 시기 동계 홍건적의 2대 지도자(1363 ~ 1366)이다. 한산동의 아들로 홍건군에 의해 대한송제국 황제(소명왕(小明王), 또는 소명제(小明帝))가 되었다. 그의 조상은 백련교 역대 교주였다.

## 생애
1355년 (지정 15년) 유복통(劉福通)은 한산동의 아들 한림아(韓林兒)를 황제로 세워 소명왕(小明王)이라 칭하고, 보저우(亳州)에 도읍을 정하였다.
1358년 유복통(劉福通)은 북송의 수도였던 개봉(開封)을 함락하고 오월 한림아를 맞아들였다. 그러나 1359년 원나라의 차간 테무르(察罕帖木児), 보로트 테무르(孛羅帖木児)등이 토벌군으로 카이펑을 포위하고 한림아 유복통은 다시 안풍(安豊)으로 도망하였다.
이 과정에서 관선생과 파두반의 홍건적이 원나라 여름 수도였던 상도(上都)와 주변 지역을 함락시키기도 했으나 1359년 주력부대가 주둔하던 변량(개봉)을 다시 원나라에 뺐기면서 요동으로 이동하게 되었다. 1360년에는 홍건적의 고려 침공이 있었다. 그는 곽자흥의 부하 장수로 있던 주원장의 재능을 알아보고 그를 신뢰했는데, 뒤에 그에게 배신당하게 된다.
1363년 (지정 23년) 봄, 장사성(張士誠)이 여진(呂珍)을 보내 안풍을 포위 후 공격하여 유복통을 참살하였다.
이 때 주원장이 구원을 와 여진(呂珍)을 물리친 후 한림아를 구출해 내어 저주(滁州)로 맞아들였으나 1366년(지정 26년) 12월 15일, 주원장은 한림아를 강물에 빠뜨려 죽였다고 한다.

## 같이 보기
- 한산동
- 유복통
- 주원장